# Kölner Loch
Als Kölner Loch (engl. Cologne Gap) wurde von den Alliierten eine 32 Kilometer breite Lücke des Flak- und Scheinwerferriegels vor dem Ruhrgebiet und dem kleineren verteidigten Gebiet um Koblenz bezeichnet, die während des Zweiten Weltkrieges von vielen alliierten Bomberverbänden als Schlupfloch für den Einflug nach Deutschland genutzt wurde. Köln selbst war durch Flugabwehrstellungen im Kölner Grüngürtel und auf Hochbunkern in der Innenstadt verteidigt.
Besonders bei dem für die britischen Luftstreitkräfte verlustreichen Angriff auf Nürnberg in der Nacht vom 30. zum 31. März 1944 spielte das Kölner Loch eine bedeutende Rolle. Deutsche Nachtjäger hatten sich neben dem Kölner Loch versammelt. Durch eine Kursabweichung flog der Bomberstrom der RAF direkt auf die versammelten und überraschten Nachtjäger zu. Diese konnten in Rudeltaktik das Zahme-Sau-Nachtjagdverfahren anwenden. 

## Sonstige Bedeutungen
Auch die – oft lange ausgehobenen, aber nicht oder nur langsam weitergeführten – Baugruben öffentlicher Bauten werden so benannt. Dies traf beispielsweise auf den verzögerten Bau des Bettenhauses der Uniklinik Köln (Planung ab 1963, Grundstein 1969, letzte Bauten bis 1974) und den Bau des Kulturzentrums Neumarkt zu (Abriss der Kunsthalle 2002, Baustopp, Grundstein 2005, Fertigstellung Ende 2010).